# Antoine de Paule
Ne doit pas être confondu avec Antoine de Paulo (1775-1804).
Antoine de Paule, né en 1570 à Toulouse dans une famille de magistrats toulousains et mort le 4 juin 1636 à La Valette, est le 56e grand maître des Hospitaliers de l'ordre de Saint-Jean de Jérusalem.

## Biographie
Antoine de Paule naît en 1570. Il appartient à une famille originaire de Gênes et installée dans le Languedoc en 1475 et entrée dans la magistrature toulousaine. Son grand-père, Étienne de Paulo, a été anobli comme capitoul en 1512 et conseiller au Parlement de Toulouse en 1524, tandis que son père, Antoine de Paulo, seigneur de Lafitte-Vigordane, Cépet, Rouis et la Faurie, est conseiller au Parlement en 1540, puis président à mortier en 1554, et chevalier de l'ordre de Saint-Michel en 1563.
Antoine de Paule suit d'abord la même carrière que son père et il devient conseiller au Parlement. Il est compromis avec son frère Michel, capitoul, dans une affaire que ce dernier a avec les habitants d'Avignonet, mais il réussit à s'échapper alors que son frère est massacré. Il entre dans l'ordre de Saint-Jean de Jérusalem en 1590, devient commandeur de Marseille et de Sainte-Eulalie. Il est nommé grand-croix par son oncle, François de Joyeuse, en 1612. Il est ensuite prieur de Saint-Gilles, et grand maître de l'Ordre le 10 mars 1623. Il met en œuvre de nouvelles mesures pour rendre sa puissance à la flotte de l'ordre de Malte. Il repousse cinq fois les assauts de l'empire ottoman sur Malte. Il fait également construire l'église de Santa Tereza ta' Gesu' de Bormla. Il ordonne enfin la réalisation de la première étude du territoire des îles de Malte et de Gozo, et un recensement de sa population.
En 1635, il fonde à Toulouse un couvent de religieuses de l'ordre de Malte. À Attard, il fait construire le palais Saint-Antoine. Il est enterré dans la cocathédrale Saint-Jean de La Valette.
Selon Xavier François-Leclanché, c'est Antoine de Paule qui aurait retrouvé Martin Guerre dans un établissement de l'ordre de Saint-Jean de Jérusalem. Son père l'aurait fait surgir au Parlement de Toulouse au moment même où un magistrat protestant, Jean de Coras, venait de rendre son arrêt erroné.